# Вільноязичковий аерофон

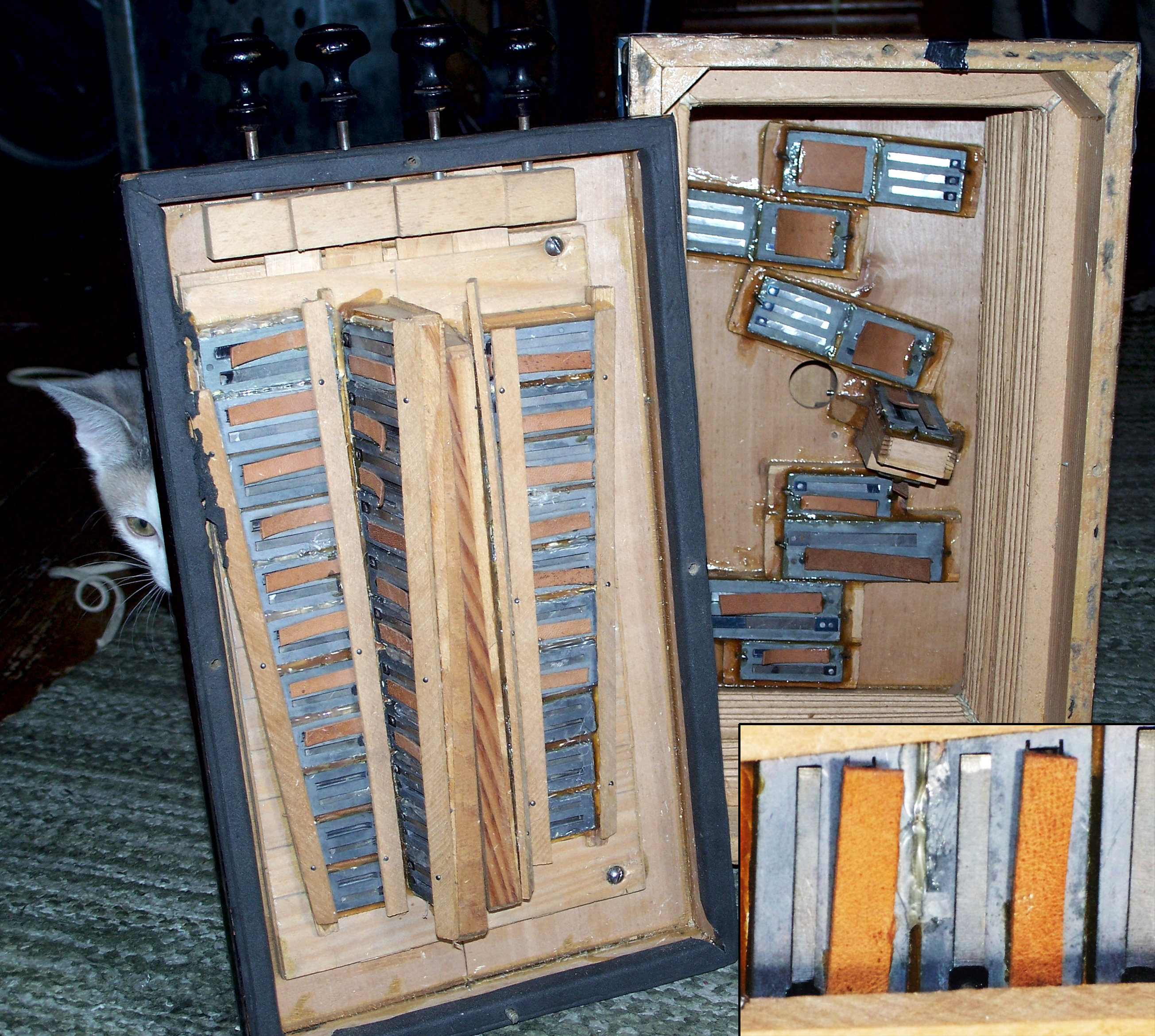
Язички кнопкового акордеона початку XX століття, крупний план.

Вільноязичковий аерофон — це музичний інструмент, який створює звук, коли повітря проходить повз вібруючий язичок, закріплений у рамці. Тиск повітря зазвичай створюється за допомогою дихання або міхів.  У класифікації Горнбостеля–Закса він має номер 412.13 (належить до групи переривчастих вільноязичкових аерофонів). Вільноязичкові інструменти протиставляються невільноязичковим або закритоязичковим інструментам, у яких тембр повністю або частково залежить від форми корпусу інструмента. Такі інструменти мають номер 42 у класифікації Горнбостеля–Закса (флейти, язичкові та мідні духові інструменти).

## Принцип роботи
Наступні ілюстрації зображують тип язичка, типовий для гармонік, акордеонів і язичкових органів, коли язичок проходить цикл вібрації. Одна сторона рамки язичка опущена на ілюстраціях для наочності; насправді рамка повністю оточує язичок. Потік повітря з одного боку язичка (позначений «AR») створює область зниженого тиску на цій стороні (див. закон Бернуллі для деталей), змушуючи язичок згинатися у бік низького тиску. Рамка язичка сконструйована так, щоб згинання язичка перешкоджало повітряному потоку, що зменшує або усуває зону низького тиску й дозволяє язичку повернутись назад. 
|  | Язичок закріплений з одного боку в щільно підігнаній рамці. Вільний край має невеликий вигин вгору.                                             |
|  | Під язичком створюється знижений тиск повітря (AR); язичок блокує повітряний потік, за винятком невеликого потоку високої швидкості на кінчику. |
|  | Язичок всмоктується через отвір, дозволяючи повітрю проходити.                                                                                  |
|  | Еластичність язичка змушує його повернутись назад у рамку.                                                                                      |

Кожного разу, коли язичок проходить через рамку, він перериває повітряний потік. Ці швидкі, періодичні переривання потоку створюють чутні вібрації, які сприймаються слухачем.
У вільноязичковому інструменті характеристики самого язичка, такі як маса, довжина, площа поперечного перерізу та жорсткість, зазвичай визначають висоту музичного тону. Другорядне значення для висоти звуку мають фізичні розміри камери, в яку вставлений язичок, і сам повітряний потік. Виняток становлять китайські інструменти баву та хулусі, у яких висота звуку визначається за допомогою отворів, подібних до блокфлейти, вздовж корпусу інструмента.

## Історія

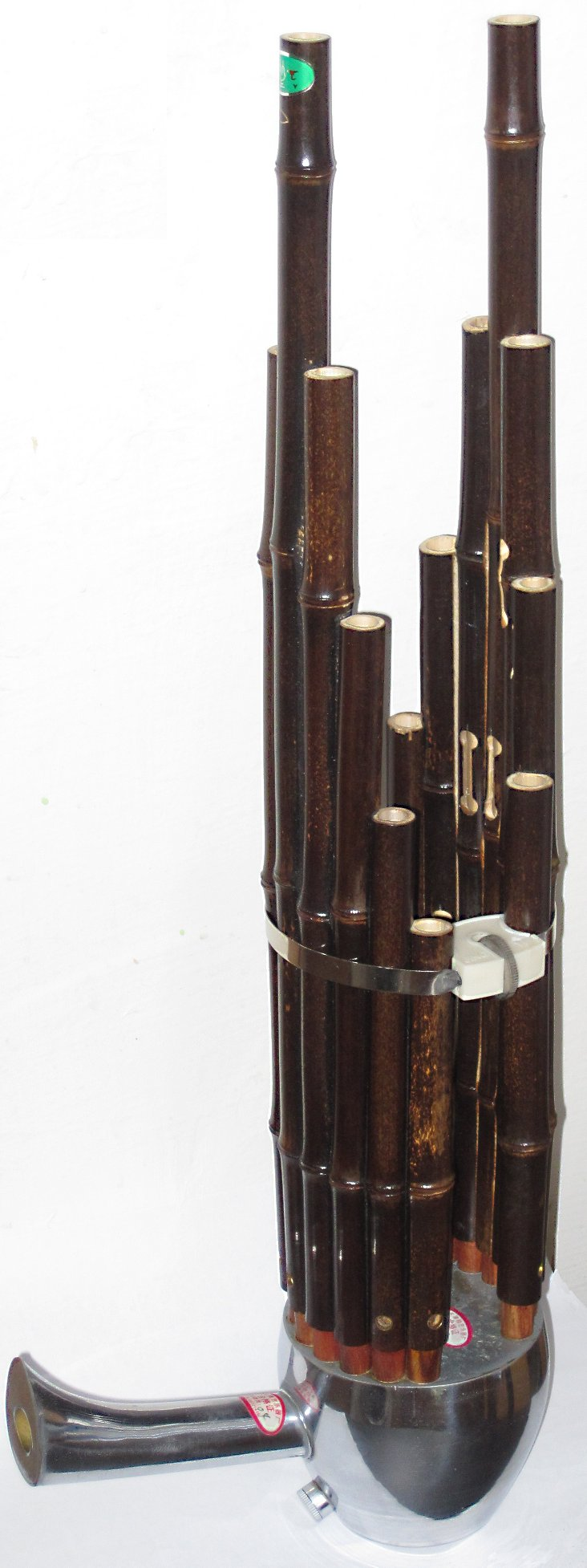
Шен з 17 трубками; висота 55 см (22 дюйми)

Різні вільноязичкові інструменти, ймовірно, виникали ще з давнини. Найімовірнішим попередником вільноязичкових аерофонів вважається дримба — інструмент, відомий у багатьох культурах світу під різними назвами. У дримбі основним джерелом звуку є не повітряний потік, а вібруючий язичок.
Серед давніх інструментів, що дожили до наших днів, варто згадати кхене з Лаосу, шен з Китаю та пізнішу японську версію сьо. 
Традиційно шен виготовлявся з бамбукових трубок і вперше згадується в «Ши Цзіні» (Книзі пісень) часів династії Чжоу (бл. 1050–256 до н. е.). У XIII столітті у арабському світі був винайдений вільноязичковий орган (фісгармонія), а близько 1460 року Генріх Траксдорф з Нюрнберга (Німеччина) збудував подібний інструмент. В Копенгагені один із таких органів із латунними трубами і вільними язичками, вбудованими у боки труб, надихнув органного майстра Кірсніка на створення подібних язичків для портативних органів. У 1780 році Кірснік переїхав до Санкт-Петербурга, де вдосконалив конструкцію труб органа — зокрема, він додав гачки для регулювання висоти звуку. У той же час Крістіан Готліб Краценштайн, який також працював у Копенгагені, створив мовну машину, що імітувала людську мову, та був знайомий із Кірсніком. За цю машину Краценштайн отримав нагороду в Петербурзі, хоча сам туди не переїхав. Його пристрій (або його копія) невдовзі після 1780 року потрапив до Парижа. Георг Йозеф Фоглер доклав великих зусиль, щоб впровадити новий тип органних труб із вільними язичками у церковні органи. Він почав реконструкцію органів у таких містах: Роттердам (1790), Лондон (1790), Франкфурт (1791), Стокгольм (1791), Париж (1796), Берлін (1800), Прага (1802), Відень (1804), Зальцбург і Мюнхен (1805) — загалом до 30 документально зафіксованих реконструкцій. Він також викладав у вищих навчальних закладах та активно популяризував нові язички не лише в німецькомовних країнах. Практичну роботу виконували різні органні майстри, і стільки людей було залучено, що майже неможливо уявити, щоб після 1800 року в Європі існував органобудівник, який не знав би про вільні язички. У 1802–1804 роках у Відні Фоглер співпрацював з Йоганном Непомуком Мельцелем, який замінив язички в своєму пангармоніконі на вільноязичкові труби. У 1807 році Фоглер, Мельцель і Фрідріх Кауфман одночасно перебували в Парижі. Після цього Мельцель поїхав до Регенсбурга і Відня, де створив новий пангармонікон і механічного трубача, а потім вирушив у гастрольну подорож до Парижа, Лондона та, можливо, Бостона і Нью-Йорка (хоча підтверджень у пресі наразі не знайдено). Фрідріх Кауфман, годинникар за фахом, повернувся до Дрездена і створив копії машин Мельцеля. Один із його пристроїв — механічний трубач — досі зберігається в музеї в Мюнхені.

## Зовнішні посилання
- Що таке безкоштовна тростина?
- Веб-сайт Classical Free Reed, Inc
- Всесвітня галерея музичних інструментів Reeds
- The Roots of Reeds – виставка, куратором якої є Музей створення музики, Карлсбад, Каліфорнія, де детально розповідається про історію та міграцію очеретяних інструментів.